# Twickenham (Oregon)
Twickenham (korábban Contention) az Amerikai Egyesült Államok északnyugati részén, Oregon állam Wheeler megyéjében, a John Day folyó mentén elhelyezkedő önkormányzat nélküli település.
Nevét egy kettő befolyásos lakos közötti vitáról kapta; egyikük lánya a londoni városrészre utalva javasolta a Twickenham elnevezést. A posta 1886 és 1895, majd 1896 és 1917 között működött. Egykor szálloda, kovácsműhely és komp is volt itt.
A megye létrejöttekor népszavazást tartottak a székhelyről, ahol a legtöbb szavazatot Fossil kapta.

## Fordítás
- Ez a szócikk részben vagy egészben  a   Twickenham, Oregon című angol Wikipédia-szócikk ezen változatának fordításán alapul.  Az eredeti cikk szerkesztőit annak laptörténete sorolja fel. Ez a jelzés csupán a megfogalmazás eredetét és a szerzői jogokat jelzi, nem szolgál a cikkben szereplő információk forrásmegjelöléseként.